# Вольф Фердинанд Богданович
Во́льф Фердина́нд (Христіа́н-Фердинанд) Богда́нович (Бе́рнгардович) (рос. Фердина́нд Богда́нович Во́льф; 1796 або 1797 — 24 грудня 1854) — декабрист, штаб-лікар при польовому генерал-штаб-докторі 2 армії.

## Біографія
Народився у Москві. Лютеранин. Батько — титулярний радник, аптекар Вольф Богдан Христіанович. Виховувався у приватному пансіоні при лютеранській церкві у Москві, у 1810 року зарахований до московського відділення Медико-хірургічної академії. Під час Франко-російської війни 1812 року добровільно працював в касимівському військовому шпиталі. 25 серпня 1814 року закінчив академію зі срібною медаллю. 13 липня 1821 року за старанну службу нагороджений орденом святого Володимира 4 ступеня.
Член Союзу благоденства з 1820 року і Південного товариства. У Союз благоденства був прийнятий Пестелем. Вольф — учасник наради на квартирі Пестеля в березні 1821 року, яке поклало початок Південного товариства. Відомий рішучістю своїх політичних переконань: рішучих революційних дій, введення республіканської форми правління та знищення тих осіб, які будуть заважати цьому. Заарештований 6 січня 1826 року в 2 армії, доставлений до Петербургу до Петропавлівської фортеці 15 січня 1826 року. Засуджений по 2 розряду і по конфірмації 10 липня 1826 року засуджений до каторжних робіт на 20 років, 22 серпня 1826 року — строк каторги скорочений до 15 років. Покарання відбував у Читинському острозі і Петровському заводі (з вересня 1830 року). 8 листопада 1832 року — строк скорочений до 10 років. У 1835 році переведений на поселення до с. Урік Іркутської губернії. 1836 року у зв'язку з недостатньою кількістю лікарів у Східному Сибіру Вольфу було дозволено займатися медичною практикою. 20 травня 1845 року переведений до Тобольська, призначений лікарем у лікарню Тобольського тюремного замку (1852). Помер у Тобольську, похований на Завальному кладовищі поруч з Олександром Муравйовим.